# HK-12
Die HK-12 ist ein einmotoriges, doppelsitziges Ultraleichtflugzeug des Herstellers Leichtflugzeugbau Malchow. Es ist das erste Flugzeug, das nach der Wende in den neuen Bundesländern entwickelt wurde.

## Geschichte
Das von Ulrich Horn und Gerhard Köhn entworfene Flugzeug entstand in zwei Jahren Entwicklungszeit bei der 1993 gegründeten Leichtflugzeugbau Malchow GmbH.  Die Landesregierung Mecklenburg-Vorpommern förderte den Bau der zwei Prototypen. Der Erstflug des Flugzeuges (Kennzeichen D-MOHK) erfolgte am 8. Februar 1995 auf dem Flugplatz Rechlin-Lärz.

## Konstruktion
Der freitragende Schulterdecker mit Normalleitwerk und starrem Spornradfahrwerk ist eine Faserverbundkonstruktion mit einer Rechtecktragfläche in GFK-Sandwichbauweise und einem GFK/CFK-Holm. Die Tragfläche mit Wölbklappen hat wie die HFL Stratos 300, die Ulrich Horn mitkonstruierte, ein modifiziertes Wortmann-Profil, allerdings um 10 % aufgedickt.
Der Rumpf ist eine GFK/CFK-Konstruktion mit tief liegendem Leitwerksträger, hinter dem Cockpit befindet sich in Druckpropeller-Anordnung beim ersten Prototyp ein Zweizylinder-Zweitaktmotor Göbler-Hirth 2704 mit 29 kW und später ein Zweizylinder-Viertaktmotor HKS 700E mit 44 kW. Die einteilige Kabinenhaube öffnet nach vorn, an beiden Seiten des Cockpits befinden sich Fenster.

## Technische Daten
| Kenngröße              | Daten                                                 |
| ---------------------- | ----------------------------------------------------- |
| Besatzung              | 1                                                     |
| Passagiere             | 1                                                     |
| Länge                  | 6,45 m                                                |
| Spannweite             | 12,60 m                                               |
| Höhe                   | 1,90 m                                                |
| Flügelprofil           | Wortmann                                              |
| Flügelfläche           | 13,38 m²                                              |
| Flügelstreckung        | 11,9                                                  |
| Leermasse              | 280 kg                                                |
| max. Startmasse        | 450 kg                                                |
| Triebwerk              | ein Göbler-Hirth 2704; 29 kW oder ein HKS 700E; 44 kW |
| Mindestgeschwindigkeit | 54 km/h                                               |
| Manövergeschwindigkeit | 128 km/h                                              |
| Höchstgeschwindigkeit  | 153 km/h                                              |